# May Mayus Tivadar
May Mayus Tivadar (Rózsahegy, 1903. augusztus 1. – ?, ?) a Magyar Film Iroda Rt. (MFI) kereskedelmi igazgatója. Puskás Tivadar mérnök unokája.

## Életpályája
May Lajos Gyula népfelkelő tiszt és Török (Puskás) Mária Margit Teodóra fiaként született. 1925. december 14-én Budapesten, a Ferencvárosban házasságot kötött Boldog Ilonával, Boldog Mihály és Spitzer Eszter lányával. Jogi doktorátust szerzett, majd a Standard Bank részvénytársaságnál helyezkedett el, 1937-ben került az MTI-hez, ahol megkapta a Magyar Film Iroda kereskedelmi igazgatói székét. 1941-ben Bánky Viktor, Gottesmann Ernő és ő fogadta Serédi Jusztinián hercegprímást, amikor az látogatást tett a Magyar Filmirodában. A második világháborút követően az igazolóbizottság ítélete alapján elvesztette állását. 1956 decemberében Ausztriába disszidált, Linzben telepedett le. További sorsa ismeretlen.